# Yoandris Betanzos
Pour les articles homonymes, voir Betanzos (homonymie).
Yoandri Betanzos (né le 15 février 1982 à Ciego de Ávila) est un athlète cubain spécialiste du triple saut.

## Carrière
En 1999, Yoandri Betanzos se classe deuxième des Championnats du monde jeunesse, compétition mettant aux prises les meilleurs athlètes internationaux de moins de dix-huit ans, puis remporte l'année suivante sur son sol la médaille d'argent des Championnats du monde juniors.
Il se distingue durant la saison 2003 en remportant à Saint-Domingue le titre des Jeux panaméricains devant le Brésilien Jadel Gregorio. Sélectionné pour les Championnats du monde de Paris-Saint-Denis, en août 2003, il parvient à monter sur la deuxième marche du podium avec 17,28 m, devancé finalement par le Suédois Christian Olsson. En début d'année 2004, Yoandri Betanzos s'adjuge la médaille de bronze des mondiaux en salle se déroulant à Budapest (17,36 m). Figurant parmi les favoris des Jeux olympiques d'Athènes, le Cubain échoue au pied du podium avec la marque de 17,47 m, soit un centimètre de moins que le Russe Danil Burkenya, médaillé de bronze.
En 2005, il remporte à Nassau les Championnats d'Amérique centrale et des Caraïbes quatre ans après sa médaille de bronze obtenue lors de l'édition précédente. Aux Championnats du monde disputés au mois d'août à Helsinki, le Cubain décroche une nouvelle médaille d'argent avec 17,42 m, devancé de quinze centimètre par l'Américain Walter Davis. En fin de saison 2005, Betanzos remporte la Finale mondiale d'athlétisme de Monaco, devant Jadel Gregório et Walter Davis, établissant avec 17,46 m sa meilleure performance de l'année. Début 2006, il participe aux Championnats du monde en salle de Moscou et obtient une deuxième médaille de bronze dans cette compétition après avoir réalisé 17,42 m en finale. Il remporte pour la seconde fois consécutive la Finale mondiale de l'IAAF en prenant une nouvelle fois le dessus sur Jadel Gregório et Walter Davis. Il connait deux échecs successifs en qualifications des Championnats du monde 2007 d'Osaka et 2009 de Berlin.
En 2012, il est sélectionné en équipe cubaine sur la base des 17,22 m réalisés à Ávila en 2011, en lieu et place d'Osviel Hernandez qui avait réalisé 17,49 m, pour être un des trois Cubains avec les minima A lors des Jeux olympiques de Londres.

## Records
- En plein air : 17,65 m (+1,4 m/s), La Havane, le 25/04/2009
- En salle : 17,69 m, Doha, le 14/03/2010

## Palmarès
| Date | Compétition                                      | Lieu                 | Résultat | Temps   |
| ---- | ------------------------------------------------ | -------------------- | -------- | ------- |
| 1999 | Championnats du monde jeunesse                   | Bydgoszcz            | 2e       | 15,83 m |
| 2000 | Championnats du monde juniors                    | Santiago du Chili    | 2e       | 16,34 m |
| 2001 | Championnats d'Amérique centrale et des Caraïbes | Guatemala            | 2e       | 16,64 m |
| 2003 | Jeux panaméricains                               | Saint-Domingue       | 1er      | 17,26 m |
| 2003 | Championnats du monde                            | Paris                | 2e       | 17,28 m |
| 2004 | Championnats du monde en salle                   | Budapest             | 3e       | 17,36 m |
| 2004 | Jeux olympiques                                  | Athènes              | 4e       | 17,47 m |
| 2005 | Championnats d'Amérique centrale et des Caraïbes | Nassau               | 1er      | 17,33 m |
| 2005 | Championnats du monde                            | Helsinki             | 2e       | 17,42 m |
| 2005 | Finale mondiale                                  | Monaco               | 1er      | 17,46 m |
| 2006 | Championnats du monde en salle                   | Moscou               | 3e       | 17,42 m |
| 2006 | Jeux d'Amérique centrale et des Caraïbes         | Carthagène des Indes | 1er      | 17,46 m |
| 2006 | Finale mondiale                                  | Stuttgart            | 1er      | 17,29 m |
| 2007 | Jeux panaméricains                               | Rio de Janeiro       | 3e       | 16,90 m |
| 2009 | Championnats d'Amérique centrale et des Caraïbes | La Havane            | 2e       | 17,24 m |
| 2010 | Championnats du monde en salle                   | Doha                 | 2e       | 17,69 m |
| 2010 | Championnats ibéro-américains                    | San Fernando         | 2e       | 17,19 m |
| 2011 | Jeux panaméricains                               | Guadalajara          | 2e       | 16,54 m |
| 2011 | Championnats du monde                            | Daegu                | 11e      | 16,67 m |
| 2012 | Championnats ibéro-américains                    | Barquisimeto         | 1er      | 16,75 m |